# Aeroportul Cortes Island (Hansen Airfield)
Aeroportul Cortes Island (Hansen Airfield) (IATA: YCF) este un aeroport din Columbia Britanică, Canada.
Situat la o altitudine de 50 m, aeroportul dispune de o singură pistă.